# Liste der Kulturdenkmäler im Landkreis Gießen

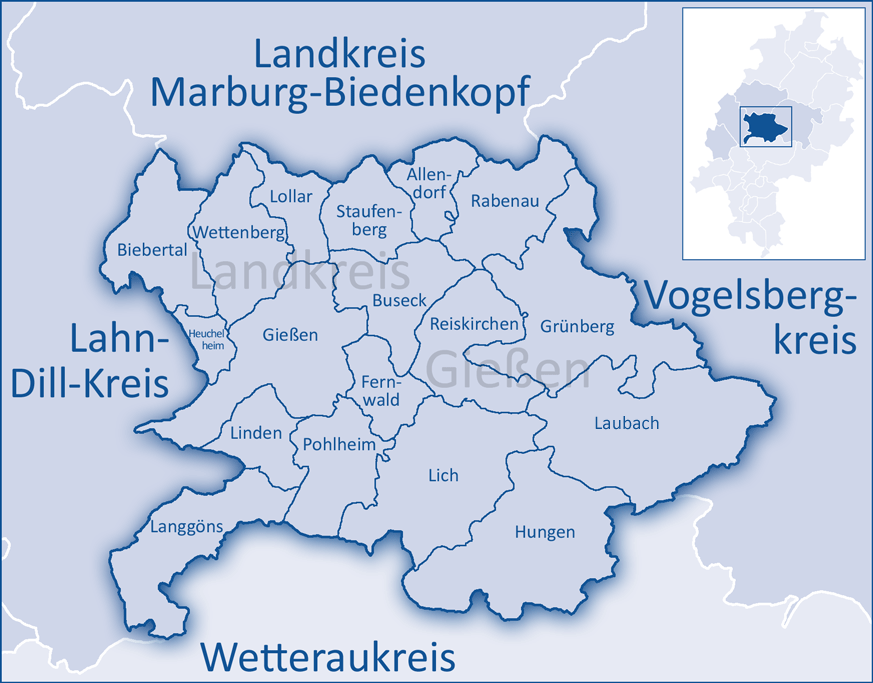
Kommunen im Landkreis Gießen

Die Liste der Kulturdenkmäler im Landkreis Gießen enthält die Kulturdenkmäler im Landkreis Gießen. Rechtsgrundlage für den Denkmalschutz ist das Denkmalschutzgesetz in Hessen.
Sie lässt sich nach den kreisangehörigen Kommunen gliedern:
- Liste der Kulturdenkmäler in Allendorf
- Liste der Kulturdenkmäler in Biebertal
- Liste der Kulturdenkmäler in Buseck
- Liste der Kulturdenkmäler in Fernwald
- Liste der Kulturdenkmäler in Gießen
- Liste der Kulturdenkmäler in Grünberg
- Liste der Kulturdenkmäler in Heuchelheim an der Lahn
- Liste der Kulturdenkmäler in Hungen
- Liste der Kulturdenkmäler in Langgöns
- Liste der Kulturdenkmäler in Laubach
- Liste der Kulturdenkmäler in Lich
- Liste der Kulturdenkmäler in Linden
- Liste der Kulturdenkmäler in Lollar
- Liste der Kulturdenkmäler in Pohlheim
- Liste der Kulturdenkmäler in Rabenau
- Liste der Kulturdenkmäler in Reiskirchen
- Liste der Kulturdenkmäler in Staufenberg
- Liste der Kulturdenkmäler in Wettenberg